# Villa Attias

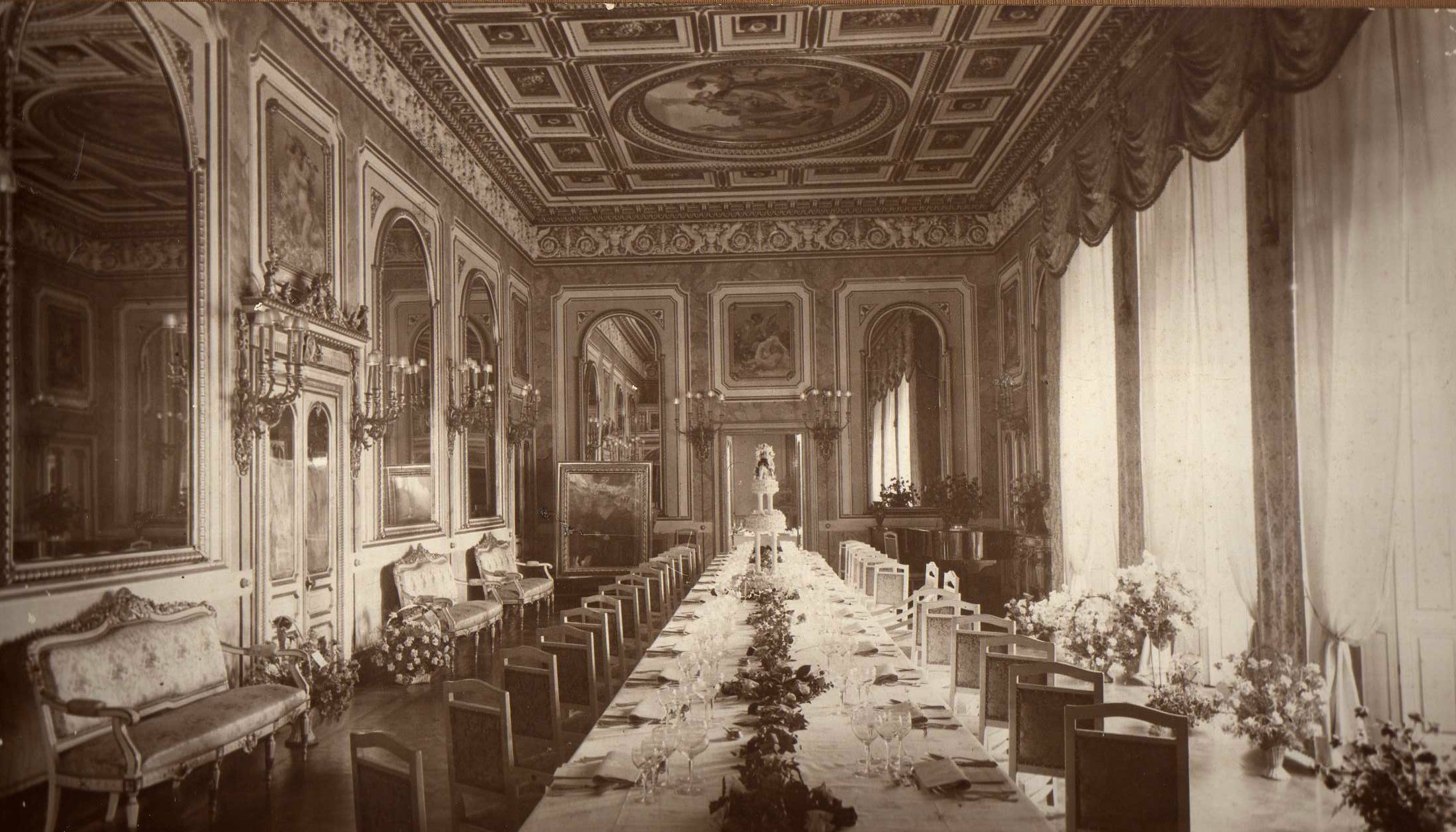
Salone da ballo della villa

Villa Attias è stata una storica dimora di Livorno ubicata nell'area dell'attuale piazza Attias.

## Storia e descrizione
Sul lato sud-est dell'attuale piazza Attias, dove dagli anni settanta del Novecento sorge un palazzo dalla mole tondeggiante, un tempo si innalzava l'antica villa Attias.
Di origini seicentesche, fu proprietà dell'Opera del Duomo di Livorno e nel Settecento fu abitata da Jasach Attias, un mercante ebreo appartenente ad una delle più importanti famiglie livornesi.
Agli Attias subentrarono, nel 1869, gli Scaramangà, che nel 1871 incaricarono il celebre architetto Antonio Cipolla del restauro dell'edificio.
Il restauro, non attuato interamente secondo il progetto originario, portò ad un notevole riassetto ed ampliamento della villa, che fu anche dotata di una sorta di cour d'honneur grazie alla costruzione di corpi di fabbrica laterali.
Nel 1888 il complesso passò ad Elisabetta Rodocanacchi, moglie dello Scaramangà; in seguito divenne proprietà della moglie di Luigi Orlando, Irma Maniscalco.
Nel corso del Novecento la villa fu acquistata da Pedro Alessandro Bossio, console onorario della repubblica Argentina, che restaurò l'edificio e ne arricchì gli arredi ed il parco, dove fece collocare la fontana Leda e il cigno dello scultore Luigi Brizzolara. La famiglia Bossio ne rimase proprietaria sino ai successivi anni sessanta.
Frattanto si procedette alla lottizzazione del parco della villa, che fu in parte occupato da nuovi palazzi e da una piazza, la cui realizzazione peraltro era già stata caldeggiata dall'architetto Pasquale Poccianti nel XIX secolo.
Negli anni sessanta l'immobile fu ceduto dai Bossio a una società privata, che dopo aver demolito la storica dimora, a partire dal 1967, nella stessa area iniziò la costruzione di un nuovo palazzo; ciò portò all'estensione della piazza (in seguito dotata di parcheggio sotterraneo) verso sud-est.
Nel contempo, la fontana di Brizzolara fu trasferita nel parco di Villa Fabbricotti.